# Schloss Stephansberg

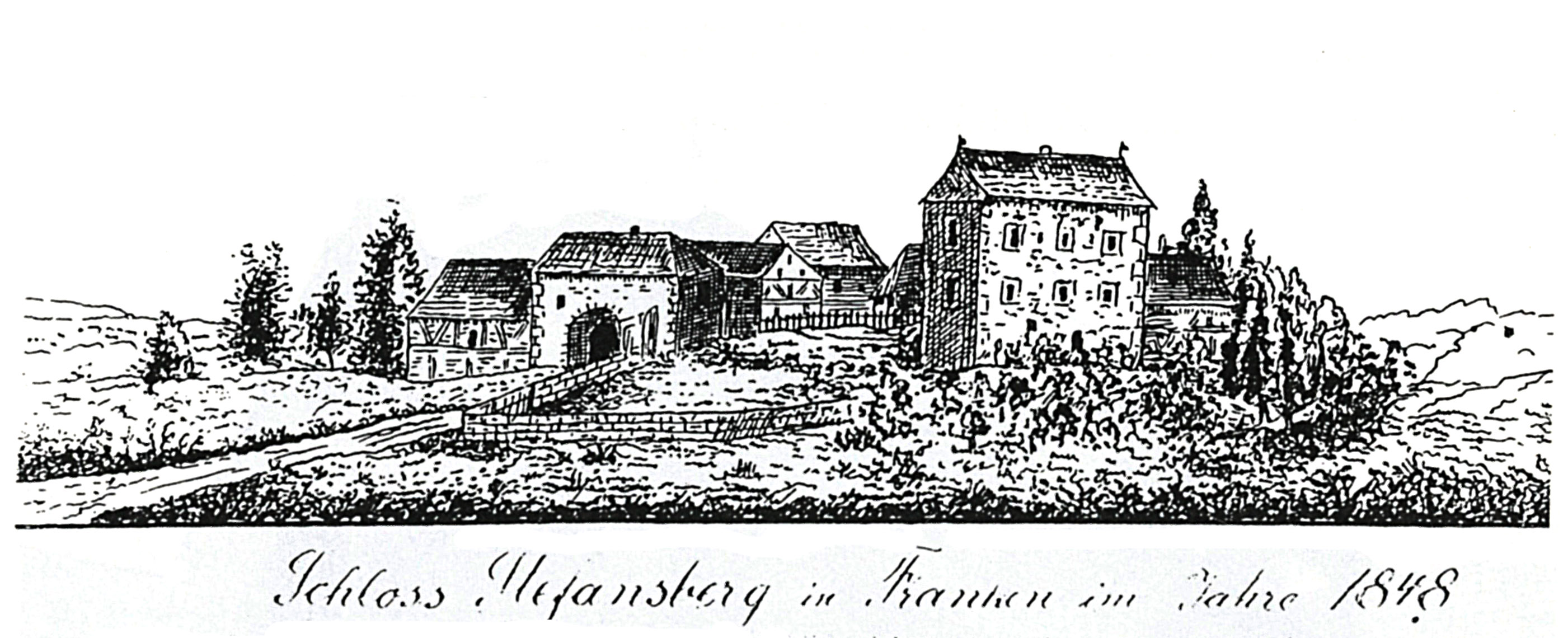
Zeichnung des Schlosses Stephansberg, 1848

Schloss Stephansberg war ein Schloss in dem Weiler Stephansberg auf der Gemarkung des Kleinlangheimer Ortsteils Haidt im unterfränkischen Landkreis Kitzingen. Es ist Namensgeber der älteren oder Stephansberger Linie des fürstlichen Hauses Schwarzenberg.

## Geschichte

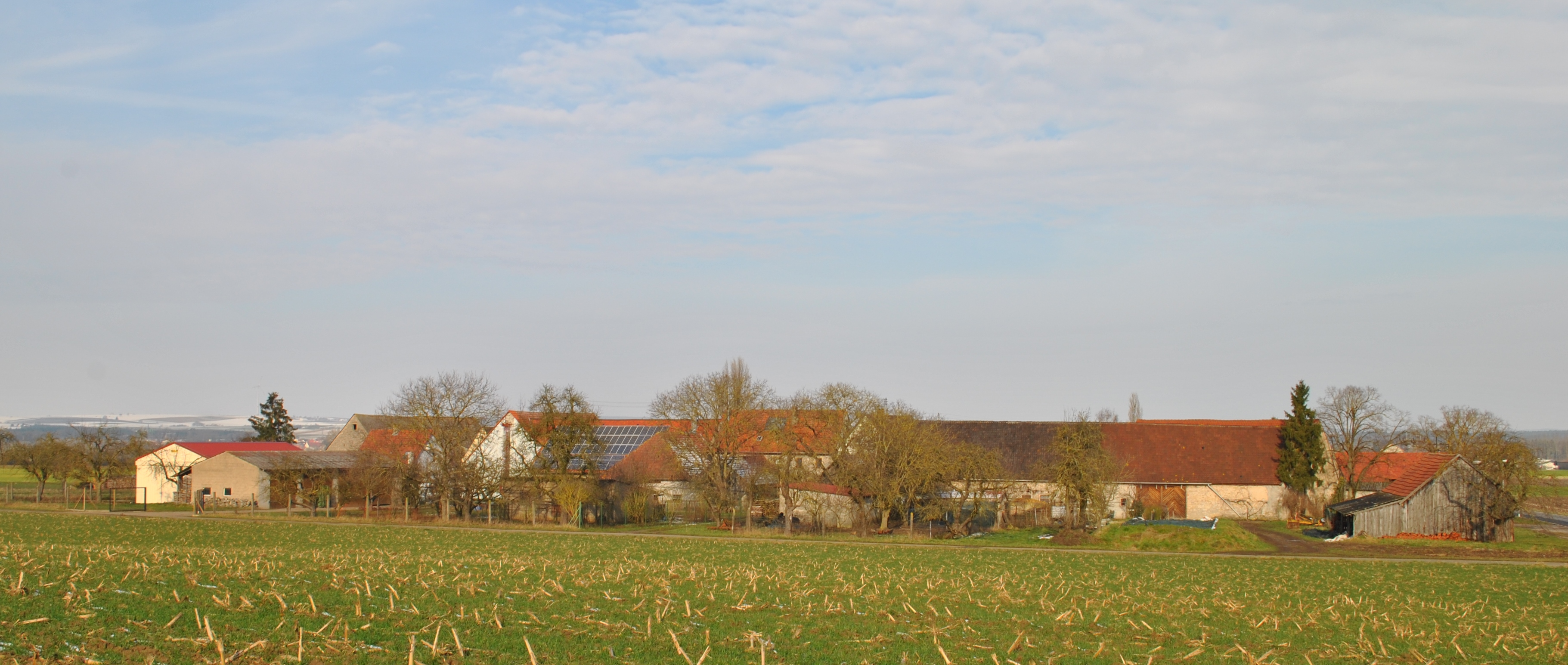
Der Weiler Stephansberg heute

Erstmals genannt wird Stephansberg bereits zu Beginn des 10. Jahrhunderts. 1243 erscheint ein Schloss Stephansberg als Eigentum des Apollonius d. Ä. von Seinsheim. Sein Sohn Hildebrand († 1386) gilt als Stammvater des Hauses Schwarzenberg, da sich nach ihm und seinem Bruder die Stammlinie in eine ältere oder Stephansberger Linie und in eine jüngere oder Seinsheimsche Linie aufteilt. So nannte sich der spätere Kaiserliche Rat Erkinger VI. von Seinsheim auch „von Stephansberg“. Im Jahr 1502 verkaufte Siegismund von Schwarzenberg zu Hohenlandsberg das Hofgut an die Markgrafen von Brandenburg-Ansbach. Die Markgrafen richteten hier ein sogenanntes Kastenamt für die Verwaltung der Einkünfte aus ihrem Streubesitz in der Region Mainfranken ein. Allerdings wurde die Burg im Jahr 1525 im Deutschen Bauernkrieg niedergebrannt. Der brandenburgisch-ansbachische Besitz wurde in späterer Zeit vom Oberamtsfaktor Löb Dessauer verkauft. Nun erhielten vier Bauern aus der näheren Umgebung das ehemalige Hofgut und den landwirtschaftlichen Grundbesitz. Zu Beginn des 19. Jahrhunderts ebnete man die Überreste des Hofgutes ein.

## Burgstall Stephansberg
Von der Burg bzw. dem Schloss sind heute keine Überreste mehr erkennbar, jedoch wird der Burgstall vom Bayerischen Landesamt für Denkmalpflege als Bodendenkmal eingeordnet. Die Burg präsentierte sich als stattlicher Bau mit einem Wassergraben und einem großen Schlosshof. Hier war der Sitz des schwarzenbergischen, später markgräflichen Amtes Stephansberg. Die Anlage wurde wohl bereits im 17. Jahrhundert entfestigt und war nun lediglich Sitz der sogenannten Amtsbauern.